# Território de Iowa

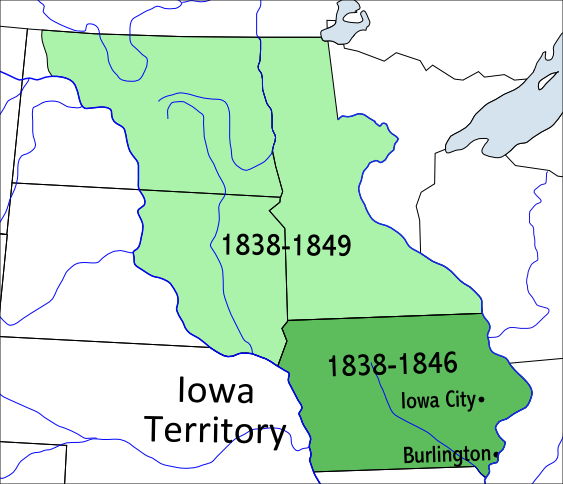
Mapa do Território de Iowa.

O Território de Iowa foi um território organizado incorporado dos Estados Unidos que existiu de 4 de julho de 1838 até 28 de dezembro de 1846, quando a porção sudeste do território foi admitida à União como o Estado de Iowa. O restante do território não teria governo territorial organizado até que o Território de Minnesota fosse organizado em 3 de março de 1849. Burlington era a capital provisória; Iowa City foi designada como capital territorial oficial em 1841.